# تور مون‌پارناس
تور مون‌پارناس (فرانسوی: Tour Montparnasse‎) یک آسمان‌خراش در شهر پاریس، فرانسه است که دارای ۵۸ طبقه و ۲۱۰ متر ارتفاع است و در سال‌های ۱۹۶۹ تا ۱۹۷۳ ساخته شده‌است.

## نگارخانه
- Tour Montparnasse's location in Paris
- Office reception hall of Tour MontparnasseOffice reception hall of Tour Montparnasse
- Shopping Arcade of Tour Montparnasse
- نمایی از برج تور مون‌پارناس و برج ایفل
- برج تور مون‌پارناس از برج ایفل